# 203高地

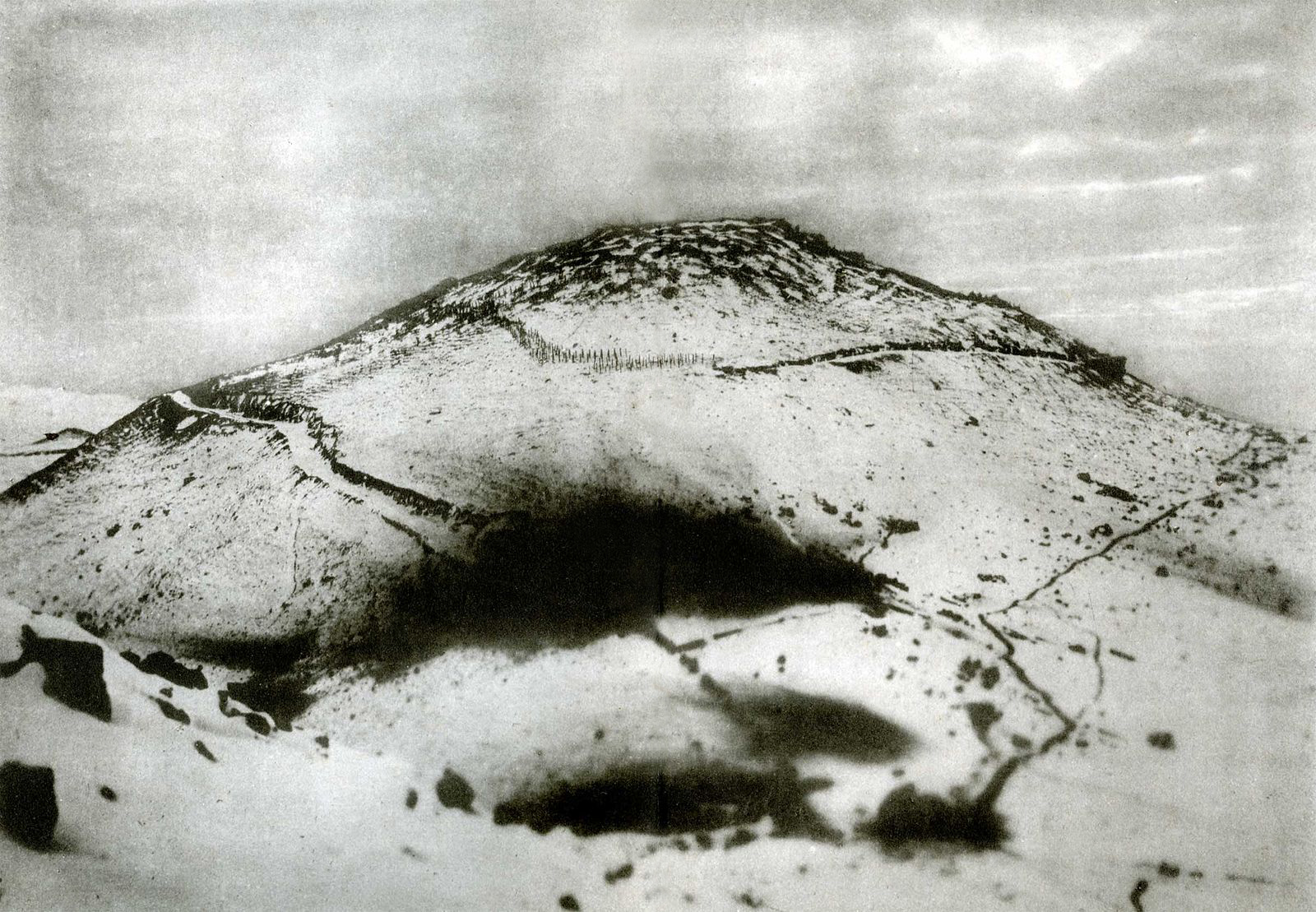
203高地

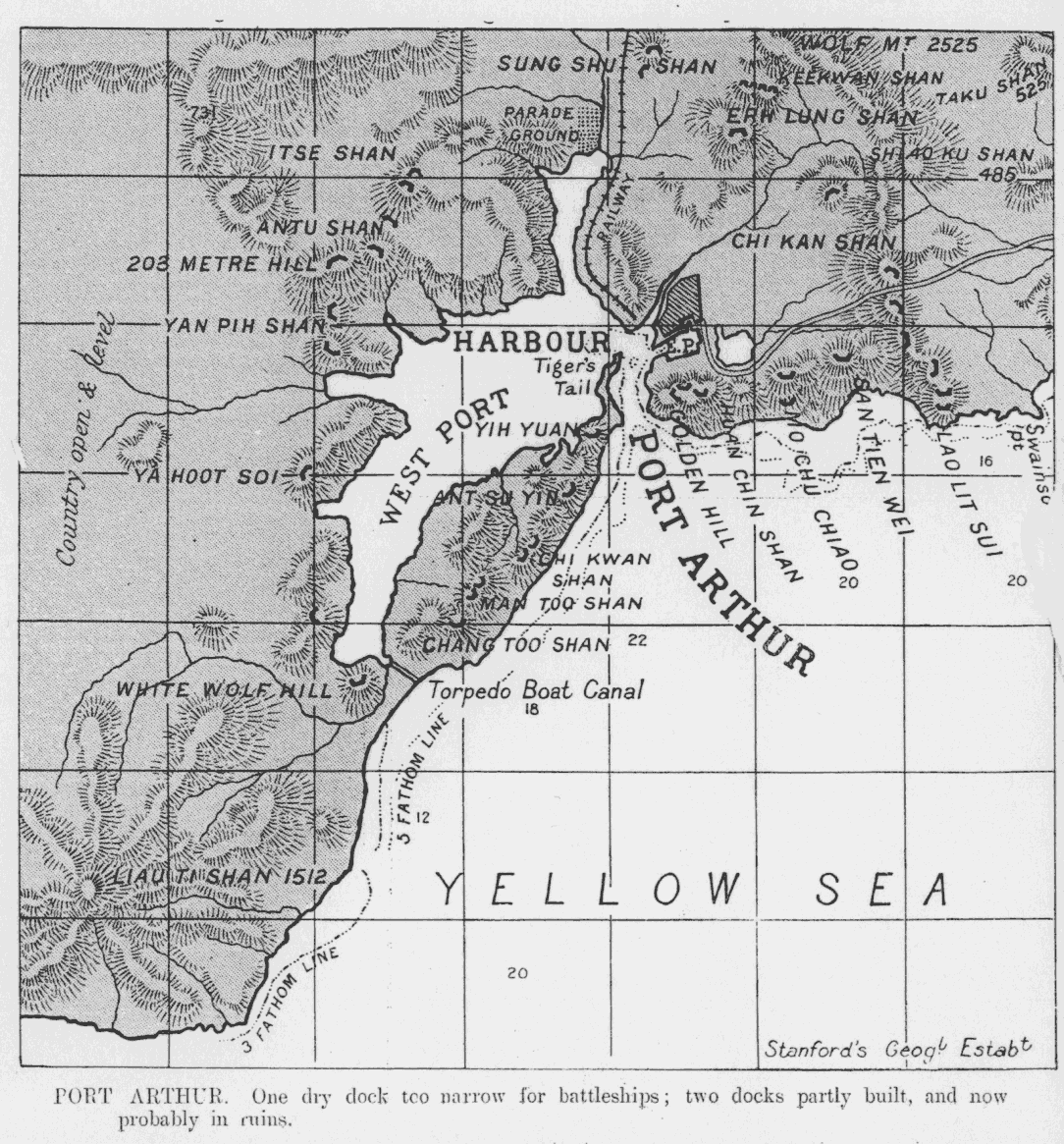
1900年代旅顺港地图中，203高地位于左上角。

203高地是位于中国辽宁省大连市旅顺口区的丘陵地形，以其海拔203米得名，目前为国家森林公园、辽宁省文物保护单位。日俄戰爭時俄军称其为维索卡亚山（羅馬化：Vysokaya Gora）；而日軍以諧音别称其為爾靈山，上有「203高地爾靈山紀念碑」。

## 概要
在日俄戰爭的時候，日本军队围攻俄罗斯海军太平洋舰队驻地旅顺口。此高地原本並不受重視，但根据聯合艦隊參謀秋山真之少佐的建議，該高地是炮擊躲在旅順港中的俄國艦隊最佳的戰略觀測點，也是旅順包圍戰中的關鍵。因此日俄兩國在此地展開犧牲慘烈的爭奪戰，成为旅顺攻防战的焦点。1904年11月由日本旭川組成的第七師團在僅僅5天的時間内由1萬5千人耗減為不到1千人就可知日軍進攻的慘烈程度。满洲军总参谋长兒玉源太郎介入旅顺战场指挥，以日本国内调来的28厘米口径榴弹炮掩护攻击203高地。12月5日日軍终于攻占此地。日本立即以203高地作为炮兵观察所，永野修身海军大尉指揮炮击作战，迅即消滅了俄國太平洋艦隊。日軍负责围攻旅顺的第三軍司令官乃木希典大將在攻下此高地後而作了詩句，並將203以諧音方式取名為爾靈山，將爾靈山一詞用於詩句中。
2001年開設了203高地陈列馆。陈列馆面积120余平方米，设有百余件展品，包括乃木希典亲笔手书的二O三高地诗碑，日本当局于1905年发行的《日俄战争记实画报》旅顺专辑，还有1904年日本随军记者绘制的“203高地围攻图”等。
1993年日中儿童友好交流后援会向大连市赠送1300棵樱花树，种植于203高地南山脚。1998年起当地开始举办每年度的“樱花之旅”活动，2005年起升级为大连旅顺樱花节，203高地樱花园为会场之一。2009年4月203高地新樱花园开园，新樱花园占地50多万平方米，共有18个品种的樱花3700余株。

## 相关
- 日本1980年的電影《二百三高地》，正是描述日俄戰爭中这场最慘烈難攻的山頭要塞攻防戰。

## 外部連結
- 日露戦争特別展―公文書に見る日露戦争（页面存档备份，存于）（国立公文書館アジア歴史資料センター）（日語）
- 日露戦争特別展II　開戦から日本海海戦まで　激闘500日の記録（页面存档备份，存于）（国立公文書館 アジア歴史資料センター）（日語）

38°49′43″N 121°11′36″E / 38.82858°N 121.19341°E